# Shirley Verrett
Shirley Verrett (* 31. Mai 1931 in New Orleans; † 5. November 2010 in Ann Arbor, Michigan) war eine US-amerikanische Opernsängerin in den Stimmlagen Mezzosopran und Dramatischer Sopran.

## Leben
Verrett wurde in einer afro-amerikanische Familie geboren; sie hatte vier Geschwister. Ihr Vater besaß ein Bauunternehmen; ihre Eltern waren strenggläubige Angehörige der Freikirche der Siebenten-Tags-Adventisten. Verrett wuchs in Kalifornien auf. Ihre Eltern unterstützten Verretts Gesangstalent, wünschten sich jedoch für ihre Tochter eine Karriere als Konzertsängerin nach dem Vorbild von Marian Anderson, da sie die Oper ablehnten. Sie absolvierte eine Gesangsausbildung bei der bekannten Sopranistin und Gesangslehrerin Anna Fitziu in Chicago und Los Angeles. Später studierte Verrett auch an der Juilliard School of Music bei der Gesangslehrerin Marion Székély-Freschl. Privatunterricht erhielt sie im Verlauf ihrer Karriere in späteren Jahren auch von Giulietta Simionato.
1957 gab sie in Yellow Springs, Ohio, ihr Operndebüt in der Titelrolle der Oper The Rape of Lucretia. 1958 sang sie an der New York City Centre Opera die Irina in Kurt Weills Musical Lost in the Stars. In der Spielzeit 1959/1960 war Verrett an der Oper Köln engagiert; dort sang sie im November 1959 in der Uraufführung der Oper Der Tod des Grigori Rasputin von Nicolas Nabokov. 1962 hatte sie großen Erfolg beim Spoleto Festival in den Vereinigten Staaten mit der Titelrolle der Oper Carmen, die sie 1963 auch an der City Centre Opera in New York sang. Mit der Carmen gastierte sie im selben Jahr (1963) auch am Bolschoi-Theater und in Kiew.
1966 debütierte Verrett an der Covent Garden Opera in London (Antrittsrolle: Ulrica in Un ballo in maschera). Dort sang sie außerdem die Azucena in Il trovatore, Amneris in Aida, Prinzessin Eboli in Don Carlo, die Titelrolle in Carmen und den Orpheus in Orfeo ed Euridice. 1968 trat sie beim Edinburgh Festival als Elisabetta in Maria Stuarda auf. 1968 erfolgte mit der Carmen ihr Debüt an der Metropolitan Opera in New York, an der sie bis Ende der 1980er Jahre eine äußerst erfolgreiche Karriere hatte. Sie sang dort in über 120 Vorstellungen und trat außer in ihrer Glanzrolle als Carmen unter anderem als Prinzessin Eboli, Azucena, Adalgisa in Norma, Judith in Herzog Blaubarts Burg und, an der Seite von Luciano Pavarotti, als Leonora in Gaetano Donizettis Belcanto-Oper La favorita auf. 1973 übernahm sie in der amerikanischen Erstaufführung der Oper Les Troyens die Rollen der Cassandre und kurzfristig auch der Didon für die erkrankte Christa Ludwig, an der Seite von Jon Vickers.
Sie gastierte unter anderem beim Maggio Musicale Fiorentino (1969 als Elisabetta in Maria Stuarda), an der Wiener Staatsoper (1970, als Eboli), am Opernhaus von Dallas (1971, als Leonora in La favorita), an der San Francisco Opera (1972, als Selika in Die Afrikanerin) und an der Grand Opéra Paris (1973 als Selika, 1983 als Sinaide in Mosè). 1975 sang sie die Lady Macbeth in einer Produktion der Oper Macbeth an der Mailänder Scala. Ihre Interpretation dieser Rolle, die für Verrett den Fachwechsel in das dramatische Sopranfach darstellte, wurde 1976 auch unter der musikalischen Leitung von Claudio Abbado für die Deutsche Grammophon auf Schallplatte aufgezeichnet. Ab Mitte der 1970er Jahre bis Mitte der 1980er Jahre war Verrett dann fast ausschließlich in Sopranpartien zu hören; immer wieder übernahm sie jedoch auch Rollen, die zwischen den Fachgrenzen changierten wie die Lady Macbeth (1986, an der San Francisco Opera) oder die Selika. Sie trat als Norma (1976 auf einer Amerika-Tournee der Metropolitan Opera, 1979 auch an der Metropolitan Opera), als Leonore in Fidelio, als Amelia in Un ballo in maschera, in der Titelrolle der Oper Tosca (1978 an der Metropolitan Opera, 1989 am Opernhaus von Boston), als Aida und als Desdemona in Otello auf. Die letztgenannte Rolle sang sie 1981 als farbige Sängerin an der Seite des weißen Tenors James McCracken, was zu einer kühnen Umkehrung der ursprünglichen Rollenkonzeption führte.
1990 sang sie im Eröffnungskonzert der neu erbauten Opéra Bastille die Didon. 1991 gastierte sie am Teatro San Carlo in Neapel als Santuzza in Cavalleria rusticana und am Teatro Carlo Felice in Genua als Azucena. Außerdem gastierte sie 1991 in der weiblichen Titelrolle der Oper Samson et Dalila in Adelaide. 1994 gab sie ihr Broadway-Debüt mit der Rolle der Nettie Fowler in dem Musical Carousel am Vivien Beaumont Theatre im Lincoln Center.
Seit 1996 unterrichtete Verrett als Professorin für Gesang an der University of Michigan School of Music, Theatre & Dance in Ann Arbor. 2003 veröffentlichte sie ihre Autobiografie unter dem Titel I Never Walked Alone, eine Anspielung auf den Song You’ll Never Walk Alone von Richard Rodgers.
Im Alter von 79 Jahren verstarb Shirley Verrett in ihrem Haus in Ann Arbor an Herzversagen. Ihrem Tod war eine längere Krankheit vorangegangen.

## Privates
1951 heiratete sie den vierzehn Jahre älteren James Carter und trat zeitweilig unter dem Namen Shirley Verrett-Carter auf. Die Ehe scheiterte. 1963 heiratete Verrett in zweiter Ehe den Künstler Lou LoMonaco, der sie überlebte. Das Paar adoptierte eine Tochter.

## Stimme
Shirley Verrett besaß eine „groß dimensionierte“, ausdrucksstarke und kräftige Stimme, die mehrere Oktaven umfasste. Kritiker schätzten die Weite des Tonumfangs ebenso wie die „glutvolle Dramatik des Vortrags“. Verrett verfügte über einen ungewöhnlich großen Stimmumfang und war daher in der Lage, sowohl große Mezzosopran-Partien zu singen als auch das dramatische Sopranfach. Sie besaß ein ausgeprägtes tiefes Register, das mühelos auch bis in die Tiefe der Kontra-Alt-Lage reichte. Von Kritikern würde jedoch auch bemängelt, dass Verretts Gesang eine klare Gesangslinie vermissen ließ und ihre Stimme in verschiedene, unverbundene Register auseinanderfiel.